# Saint-Trojan-les-Bains
Saint-Trojan-les-Bains és un municipi francès situat al departament del Charente Marítim i a la regió de la Nova Aquitània. L'any 2007 tenia 1.484 habitants.

## Demografia

### Població
El 2007 la població de fet de Saint-Trojan-les-Bains era de 1.484 persones. Hi havia 658 famílies de les quals 277 eren unipersonals (103 homes vivint sols i 174 dones vivint soles), 210 parelles sense fills, 119 parelles amb fills i 52 famílies monoparentals amb fills.
La població ha evolucionat segons el següent gràfic:
Habitants censats

### Habitatges
El 2007 hi havia 1.926 habitatges, 668 eren l'habitatge principal de la família, 1.248 eren segones residències i 11 estaven desocupats. 1.656 eren cases i 252 eren apartaments. Dels 668 habitatges principals, 437 estaven ocupats pels seus propietaris, 201 estaven llogats i ocupats pels llogaters i 30 estaven cedits a títol gratuït; 27 tenien una cambra, 108 en tenien dues, 162 en tenien tres, 168 en tenien quatre i 203 en tenien cinc o més. 449 habitatges disposaven pel capbaix d'una plaça de pàrquing. A 376 habitatges hi havia un automòbil i a 192 n'hi havia dos o més.

### Piràmide de població
La piràmide de població per edats i sexe el 2009 era:
| Homes | Edats   | Dones |
| ----- | ------- | ----- |
| 4     | 95 o +  | 0     |
| 4     | 90 a 94 | 4     |
| 12    | 85 a 89 | 24    |
| 28    | 80 a 84 | 12    |
| 28    | 75 a 79 | 68    |
| 44    | 70 a 74 | 68    |
| 52    | 65 a 69 | 56    |
| 40    | 60 a 64 | 60    |
| 16    | 55 a 59 | 32    |
| 56    | 50 a 54 | 40    |
| 52    | 45 a 49 | 48    |
| 52    | 40 a 44 | 48    |
| 32    | 35 a 39 | 60    |
| 92    | 30 a 34 | 52    |
| 32    | 25 a 29 | 48    |
| 40    | 20 a 24 | 20    |
| 56    | 15 a 19 | 60    |
| 64    | 10 a 14 | 48    |
| 36    | 5 a 9   | 56    |
| 44    | 0 a 4   | 36    |

## Economia
El 2007 la població en edat de treballar era de 872 persones, 536 eren actives i 336 eren inactives. De les 536 persones actives 461 estaven ocupades (238 homes i 223 dones) i 75 estaven aturades (44 homes i 31 dones). De les 336 persones inactives 108 estaven jubilades, 59 estaven estudiant i 169 estaven classificades com a «altres inactius».

### Ingressos
El 2009 a Saint-Trojan-les-Bains hi havia 662 unitats fiscals que integraven 1.320,5 persones, la mediana anual d'ingressos fiscals per persona era de 17.206 €.

### Activitats econòmiques
Dels 121 establiments que hi havia el 2007, 3 eren d'empreses alimentàries, 3 d'empreses de fabricació d'altres productes industrials, 15 d'empreses de construcció, 30 d'empreses de comerç i reparació d'automòbils, 2 d'empreses de transport, 34 d'empreses d'hostatgeria i restauració, 3 d'empreses financeres, 7 d'empreses immobiliàries, 9 d'empreses de serveis, 8 d'entitats de l'administració pública i 7 d'empreses classificades com a «altres activitats de serveis».
Dels 42 establiments de servei als particulars que hi havia el 2009, 1 era una oficina de correu, 2 oficines bancàries, 2 tallers de reparació d'automòbils i de material agrícola, 4 paletes, 4 guixaires pintors, 1 fusteria, 1 lampisteria, 2 electricistes, 1 empresa de construcció, 2 perruqueries, 19 restaurants i 3 agències immobiliàries.
Dels 15 establiments comercials que hi havia el 2009, 1 era una botiga de més de 120 m², 3 botiges de menys de 120 m², 1 una fleca, 3 carnisseries, 1 una peixateria, 1 una llibreria, 3 botigues de roba, 1 una botiga d'electrodomèstics i 1 una floristeria.

## Equipaments sanitaris i escolars
El 2009 hi havia 1 hospital de tractaments de mitja durada (seguiment i rehabilitació) i 1 farmàcia.
El 2009 hi havia 1 escola maternal i 1 escola elemental.

## Poblacions més properes
El següent diagrama mostra les poblacions més properes.